# سبیل‌ها را تاب بده
سبیل‌ها را تاب بده (انگلیسی: Pipe the Whiskers) یک فیلم کمدی صامت کوتاه به کارگردانی آلفرد جی. گلدینگ است که در سال ۱۹۱۸ منتشر شد.

## بازیگران
- هارولد لوید
- اسناب پالرد
- ببه دنیلز
- ویلیام بلیسدل
- سمی بروکس
- لایج کانلی
- فرد سی. نیومیر
- جیمز پروت
- دوروثیا والبرت